# Bullainville
Bullainville ist eine französische Gemeinde mit 111 Einwohnern (Stand: 1. Januar 2022) im Département Eure-et-Loir in der Region Centre-Val de Loire. Sie gehört zum Arrondissement Châteaudun und ist Mitglied im Gemeindeverband Communauté de communes du Bonnevalais. Die Einwohner werden Bullainvillois und Bullainvilloises genannt. 
Die Gemeinde grenzt im Nordwesten an Pré-Saint-Évroult, im Norden an Neuvy-en-Dunois, im Osten an Sancheville, im Süden an Villiers-Saint-Orien und im Südwesten an Dancy.

## Bevölkerungsentwicklung
| Jahr      | 1962 | 1968 | 1975 | 1982 | 1990 | 1999 | 2008 | 2015 |
| --------- | ---- | ---- | ---- | ---- | ---- | ---- | ---- | ---- |
| Einwohner | 147  | 133  | 115  | 101  | 95   | 83   | 109  | 107  |

## Sehenswürdigkeiten

Kirche Saint-Georges

- Kirche Saint-Georges